# Martin Kovachev
Martin Kovachev (tiếng Bulgaria: Мартин Ковачев; sinh 13 tháng 3 năm 1982) là một cầu thủ bóng đá Bulgaria, hiện tại thi đấu ở vị trí hậu vệ cho Dunav Ruse.

## Sự nghiệp
Kovachev đá cho Velbazhd Kyustendil, Spartak Varna, Litex Lovech và Dunav Rousse trước khi chuyển đến Chernomorets vào tháng 6 năm 2008 theo dạng chuyển nhượng tự do. Cùng với câu lạc bộ Kovachev thi đấu ở Intertoto Cup 2008 trước ND Gorica của Slovenia và Grasshopper Club Zürich của Thụy Sĩ. Sáu tháng sau, anh được cho mượn đến Naftex Burgas. Ngày 5 tháng 7 năm 2009 Kovachev ký bản hợp đồng 3 năm với OFC Sliven 2000.
Ngày 29 tháng 12 năm 2014, anh ký hợp đồng với Pusamania Borneo FC.

## Danh hiệu
Pelister
- Macedonian Cup: 2016–17